# Georg Daniel Eduard Weyer
Georg Daniel Eduard Weyer (Hamburgo, 26 de maio de 1818 — Kiel, 22 de dezembro de 1896) foi um matemático e astrônomo alemão.
Filho de um capitão de navio, passou parte de sua infância em Hamburgo e parte em Mecklemburgo. Estudou na Universidade de Berlim e em 1847 tornou-se assistente no Observatório de Hamburgo e lecionou navegação. Em 1850 foi para Kiel, onde assumiu um cargo de educador na escola de cadetes da marinha. Obteve o doutorado na Universidade de Kiel em 1852, onde foi professor extraordinário em 1853 e ordinário em 1859. Também foi examinador de navegação, de 1864 a 1870, e entre 1866 e 1868 lecionou na Escola de Marinheiros e na Academia da Marinha desde sua fundação em 1872.
Weyer publicou diversos artigos, principalmente nos periódicos Annalen der Hydrographie und der maritimen Meteorologie e Astronomische Nachrichten.

## Obras
- Über die Differentialformeln für Kometenbahnen von großer Excentricität, mit Berücksichtigung der planetarischen Strömungen. Berlin (1852)
- Über die Bahn des zweiten Kometen vom Jahr 1849. Kiel (1853)
- Über die totale Sonnenfinsternis vom 18. Juli 1860. Kiel (1860)
- Einleitung in die Physik (zus. mit G. Karsten und F. Harms). Leipzig (1869)
- Vorlesungen über nautische Astronomie. Kiel (1871)
- Die direkten oder strengen Auflösungen für die Bestimmung des Beobachtungsortes aus zwei Höhen der Sonne oder anderer bekannter Gestirne nebst dem Zeitunterschiede der Beobachtungen. Kiel (1883)
- Die Bestimmung der wahrscheinlichen geographischen Lage eines Beobachtungsortes aus einer beliebigen Anzahl von Gestirnshöhen. Kiel (1884)
- Die indirekten oder genäherten Auflösungen für das Zweihöhenproblem. Kiel (1884/1885)
- Die wahrscheinlichste geographische Ortsbestimmung aus beliebig vielen Höhen. Kiel (1886)
- Elementare Berechnung der Sternschnuppenbahnen um die Sonne. Kiel (1886)
- Heinrich Ferdinand Scherk. Gedächtnisschrift. Kiel (1886)
- Über neue photographische Abbildungen des gestirnten Himmels. Braunschweig (1886)
- Über Interpolation für die Mitte bei periodischen Funktionen. Kiel (1887)
- Über die Bahnen der Planetenmonde in Bezug auf die Sonne. Kiel (1890)
- Kurze Azimuth-Tafel für alle Deklinationen, Stundenwinkel und Höhen der Gestirne auf beliebigen Breiten. Hamburg (1890)
- Einführung in die neuere konstruierende Geometrie. Leipzig (1891)
- Über die parabolische Spirale. Kiel (1894)
- Elementare Bestimmung der gleichseitigen Hyperbel im Kegel. (1894)